# Army of Two
Army of Two est un jeu vidéo développé par EA Montréal et édité par Electronic Arts, sorti en 2008 sur les consoles PlayStation 3 et Xbox 360. C'est un jeu d'action à la troisième personne qui prend pour thème les sociétés militaires privées (SMP). Il est déconseillé aux moins de 18 ans.

## Synopsis
L'histoire débute en 1994, quand Tyson Rios et Elliot Salem, membres du 75th Ranger Regiment, ont pour mission d'assassiner un chef d'un groupe de rebelles en Somalie. Là, ils rencontreront Clyde, agent au service de la SSC (Strategy and Security Corporation), une société militaire privée des États-Unis. À la suite de la réussite de leur mission, la SSC offre aux deux hommes de rejoindre leurs rangs. Voyant la fortune qu'ils pourront gagner, Rios et Salem acceptent.
Les deux hommes accompliront des missions jusqu'au 11 septembre 2001, où ils devront se rendre en Afghanistan pour assassiner un leader des Talibans. Par la suite, aux États-Unis, des rumeurs circulent sur le fait que le SSC pourrait surpasser la force de l'armée américaine. Ne prenant cette affaire pour une menace, Rios et Salem continuent à accomplir leur mission. Ce qu'ils ignorent, c'est qu'une vaste conspiration est sur le point d'éclater dans laquelle ils vont s'embarquer.

## Système de jeu
Army of Two est un jeu basé sur l’entraide entre coéquipiers. Ainsi, les deux mercenaires Rios et Salem peuvent interagir ensemble au cours de séquences de défense dos-à-dos, ou d'opérations de coopération, où l'un s'infiltre pendant que l'autre le couvre.

## Voix
- Josh Ryan : Elliot Salem
- Russell Hornsby : Tyson Rios
- Noah Blake : Phillip Clyde
- Julianne Grossman : Janice McDonald
- Joe Khoury : Mohammed Al Habiib / Afghani Elite - Grunt
- David Lodge : Senator Richard Whitehorse / Ernest Stockwell / Col. Abullahi Mo'Alim / Captain Paul Harris / Ranger #1 - #2 / Somali Elite - Grunt
- Anthony Marquez : Pedro Gutierrez
- Aidan Marus : Brian Hicks
- Lo Ming : Cha Min Soo / Black Hawk Pilot #1 / Ranger #4 / F18 Pilot #1 - #2 / Chinese Elite - Grunt
- Ed O'Ross : Richard Dalton / Senator Alex Richter
- Martine Poisson : Hysterical 9 / 11 watcher
- Tracey Rooney : Alice Murray / Automated Voice #2
- Stelio Savante : South African Consulate / Russian Grunt / Australian Special Forces
- Skyler Stone : Samuel Eisenhower / SSC Guard / Ranger #3 / American Elite - Grunt

## Produits dérivés
Prima Games a publié en 2008 un roman graphique, Army of Two: Dirty Money, écrit par John Ney Rieber et dessiné par Brandon McKinney.